# Celtic Woman: Christmas
Christmas es un álbum recopilatorio navideño del conjunto musical irlandés Celtic Woman publicado el 6 de noviembre de 2015.
Christmas cuenta con la participación de las vocalistas Chloë Agnew, Órla Fallon, Lisa Kelly, Méav Ní Mhaolchatha, Lisa Lambe y la violinista Máiréad Nesbitt.
En una edición especial no oficial de internet contiene como bonus track el tema Christmas Secrets de Enya, interpretado por las vocalistas actuales Susan McFadden, Máiréad Carlin, Éabha McMahon, Méav, la violinista Máiréad Nesbitt y como invitada especial, la cantante alemana Oonagh.

## Detalles
El álbum se publicó el 6 de noviembre  de 2015 en formato digital principalmente en tiendas en línea como Amazon.com.
Este álbum reúne once temas de sus dos álbumes navideños oficiales (A Christmas Celebration y Home For Christmas) y dos temas extraídos de sus álbumes Celtic Woman y Silent Night.

## Lista de temas
| Christmas |                               |                                                   |          |  |
| N.º       | Título                        | Intérprete(s)                                     | Duración |  |
| 1.        | «Joy To The World»            | Agnew / Lambe / Ní Mhaolchatha / Nesbitt          | 2:55     |  |
| 2.        | «O Come All Ye Faithful»      | Agnew / Fallon / Kelly / Ní Mhaolchatha / Nesbitt | 3:51     |  |
| 3.        | «The Light Of Christmas Morn» | Agnew / Lambe / Nesbitt                           | 4:04     |  |
| 4.        | «Hark The Herald Angels Sing» | Agnew / Lambe / Ní Mhaolchatha / Nesbitt          | 5:01     |  |
| 5.        | «Carol Of The Bells»          | Máiréad Nesbitt                                   | 2:19     |  |
| 6.        | «We Three Kings»              | Agnew / Lambe / Ní Mhaolchatha                    | 3:37     |  |
| 7.        | «O Holy Night»                | Agnew / Fallon / Kelly / Ní Mhaolchatha / Nesbitt | 4:25     |  |
| 8.        | «What Child Is This»          | Ní Mhaolchatha / Nesbitt                          | 4:30     |  |
| 9.        | «The Little Drummer Boy»      | Agnew / Fallon                                    | 3:48     |  |
| 10.       | «Ave Maria»                   | Chloë Agnew                                       | 2:55     |  |
| 11.       | «Silent Night»                | Ní Mhaolchatha / Nesbitt                          | 3:25     |  |
| 40:50     |                               |                                                   |          |  |

| Christmas (Special Edition) |                                  |                                                                 |          |  |
| N.º                         | Título                           | Intérprete(s)                                                   | Duración |  |
| 12.                         | «Christmas Secrets (Ft. Oonagh)» | McFadden / McMahon / Carlin / Ní Mhaolchatha / Nesbitt / Oonagh | 3:36     |  |
| 44:26                       |                                  |                                                                 |          |  |